# Sandalovina
Sandalovina je vrsta lesa iz dreves iz rodu Santalum. Les je težak, rumen in drobnozrnat ter v nasprotju z mnogimi drugimi aromatičnimi vrstami lesa ohranja svojo dišavo desetletja. Za uporabo se olje sandalovine pridobiva iz lesa. Sandalovina se pogosto omenja kot ena najdražjih vrst lesa na svetu. Tako les kot olje proizvajata značilno dišavo, ki je že stoletja zelo cenjena. Posledično so nekatere vrste teh počasi rastočih dreves v preteklosti utrpele prekomerno sečnjo.

## Nomenklatura
Nomenklatura in taksonomija rodu izhajata iz zgodovinske in široke uporabe te vrste. Etimološko končno izhaja iz sanskrtskega चन्दन Čandana, kar pomeni »les za žganje kadila« in je povezano s candrah, 'svetleč, žareč' in latinskim candere, 'sijati ali žareti'. V druge jezike je prišel prek pozne grščine, srednjeveške latinščine in stare francoščine v 14. ali 15. stoletju. Sandalovina je avtohtona v tropskem pasu Indijskega polotoka, Malajskega arhipelaga in severne Avstralije. Glavna razširjenost je v bolj suhih tropskih regijah Indije in indonezijskih otokih Timor in Sumba.